# Wernberg
Wernberg (en slovène : Vernberk) est une commune autrichienne du district de Villach-Land en Carinthie.

## Géographie

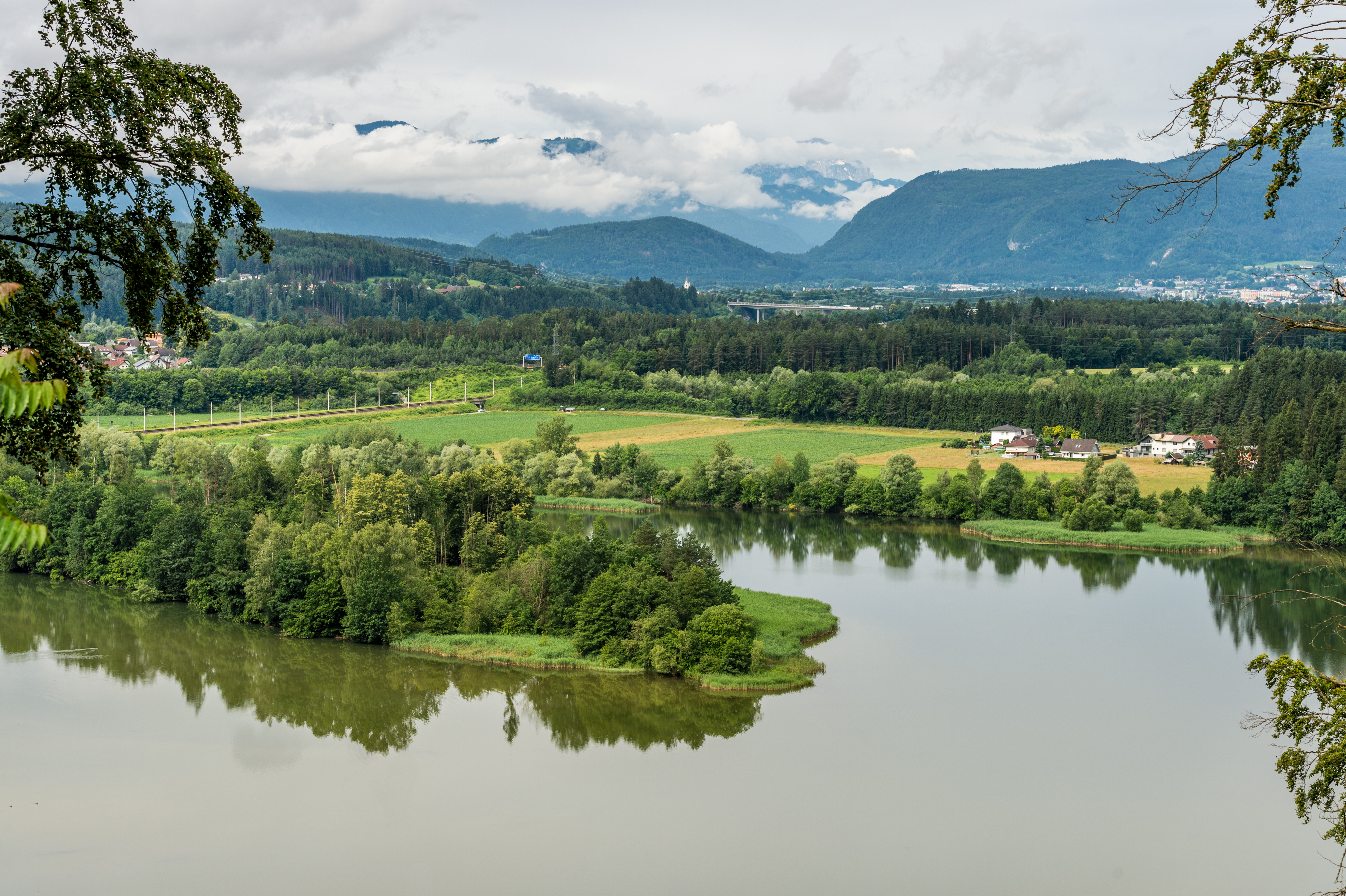
La Drave à Wernberg.

Le territoire communal de Wernberg s'étend sur les rives de la Drave à l'est de Villach, encadré des montagnes entre l'Ossiacher See au nord, le Wörthersee à l'est et le Faaker See au sud. 

## Histoire
Des travaux archéologiques ont confirmé que la région était déjà habitée dans l'époque de l'Empire romain. La forteresse de Sternberg (Sternberc) fut mentionnée dans un acte de l'abbaye Saint-Paul du Lavanttal vers l'an 1180 ; la lignée des comtes de Sternberg, vassaux du duc Henri de Carinthie, s'est éteinte vers 1330. Le lieu de Wernberg (Werdenberch) lui-même est évoqué dans un document du 17 novembre 1227. 
À cette date, le château de Wernberg était en possession de l'évêché de Bamberg après avoir été construit à l'initiative du duc Bernard de Carinthie, lorsqu'il contestait avec les évêques pour la suprématie sur les domaines. Plus tard, la forteresse passa aux mains de la maison de Habsbourg en tant que ducs de Carinthie.
En 1519, par héritage, la famille von Khevenhüller (de), également propriétaires du château de Landskron, devient nouveau propriétaire de la seigneurie. À cette époque, le château fut entièrement reconstruit en prenant son aspect actuel en style Renaissance. Paul Khevenhüller, seigneur protestant, a dû quitter le pays pendant la guerre de Trente Ans ; en 1672, Wernberg a été acquis par l'abbaye bénédictine d'Ossiach et l'église du château fut réalisée d'un style Baroque. 
Depuis 1935, le château de Wernberg est préservé par les Sœurs missionnaires du Précieux-Sang.